# Le Ranch maudit (film, 1966)
Pour l’article homonyme, voir Le Ranch maudit.
Pour plus de détails, voir Fiche technique et Distribution.
Le Ranch maudit (The Night of the Grizzly) est un film américain de Joseph Pevney, sorti en 1966.

## Synopsis
L'ex-shériff Jim Cole hérite de la petite ferme de son père dans le Wyoming. Décidé à commencer une nouvelle vie, il s'y installe avec sa famille. Ses voisins, qui ne voient pas son arrivée d'un bon œil, l'informent aussitôt qu'un énorme grizzli, surnommé Satan, sévit dans la région et attaque régulièrement des fermes isolées.

## Fiche technique
- Titre français : Le Ranch maudit
- Titre original : The Night of the Grizzly
- Réalisation : Joseph Pevney
- Scénario : Warren Douglas
- Musique : Charlie Aldrich, Leith Stevens, Clint Walker
- Pays d'origine : États-Unis
- Format : CinémaScope
- Procédé : couleur (Technicolor), son mono
- Genre : western
- Durée : 102 minutes

## Distribution
- Clint Walker (VF : Jean Claudio) : Jim Cole
- Martha Hyer : Angela Cole
- Keenan Wynn : Jed Curry
- Nancy Kulp : Wilhelmina Peterson
- Kevin Brodie : Charlie Cole
- Ellen Corby : Hazel Squires
- Jack Elam : Hank
- Ron Ely : Tad Curry